# Zambia világörökségi helyszínei
Zambia területéről eddig egy helyszín került fel a világörökségi listára, hét helyszín a javaslati listán várakozik a felvételre.
| | Viktória-vízesés |
| Zambia és Zimbabwe közös világörökségi helyszíne |                  |
| 1989 |                  |
| Természeti (VII)(VIII) |                  |
| Védett terület: 6 860 ha, hivatkozás: 509 |                  |
| A Zambia és Zimbabwe határán lezúduló vízesést David Livingstone skót tudós és hittérítő nevezte el Viktória-vízesésnek az akkor uralkodó Viktória királynőről. A vízesés védett területen fekszik, a Mosi-oa-Tunya Nemzeti Park közvetlenül kapcsolódik a zambiai Dambwa Erdőrezervátumhoz. A környék 1934 óta áll védelem alatt, a nemzeti parkot 1972-ben hozták létre. Februárban és márciusban a Zambézi folyó tetőzésekor a vízesés szélessége eléri a két kilométert és ezzel a világ legnagyobb vízfüggönyét alkotja. Ilyenkor a sziklák öt részre osztják. Novemberben alacsony vízállás idején hozama 500 millió liter/percről az ötvened részére csökken, ekkor a folyó több ágra válik szét és ezek egymástól független kisebb vízeséseket hoznak létre. Permetzónájában folyóparti esőerdők alakultak ki számos fafajtával és egynyári növénnyel. A Nemzeti Park elefántcsordáknak ad otthont, ezen kívül kafferbivalyok, gnúk, zebrák, varacskos disznók zsiráfok és folyami disznók is megtalálhatók. A zuhatagok előtti folyószakaszban vízilovak élnek. A térségben összesen 30 emlős-, 65 hüllő- és 21 kétéltűfajt azonosítottak. A vízesés elválasztja egymástól a folyó felső és középső szakaszának halpopulációját, a zuhatag alatt 39 halfajt jegyeztek fel. |                  |

## Javasolt helyszínek
| Név                                   | Kép | Típus      | Kritérium          | Év   | Hiv. |
| ------------------------------------- | --- | ---------- | ------------------ | ---- | ---- |
| Kalambo-vízesés                       |     | vegyes     | III, IV, VII, VIII | 2009 |      |
| Chirundu megkövesedett erdő           |     | természeti | VII, VIII          | 2009 |      |
| Mwelai sziklarajzok                   |     | kulturális | III, V, VI         | 2009 |      |
| Barotse kultúrtáj                     |     | kulturális | III, V             | 2009 |      |
| A Zambezi forrása                     |     | természeti | X                  | 2009 |      |
| Dag Hammarskjöld-emlékhely            |     | kulturális | I, II              | 1997 |      |
| A Kalambo-vízesés régészeti helyszíne |     | kulturális | I, II              | 1997 |      |